# Jonathan Cícero Moreira
Jonathan Cícero Moreira, meglio noto come Jonathan (Conselheiro Lafaiete, 27 febbraio 1986), è un ex calciatore brasiliano, di ruolo difensore.
Nel 2003 è stato campione del mondo con la nazionale del Brasile U-17. Ha vinto per tre volte il Campionato Mineiro con il Cruzeiro (2006, 2008, 2009). Con il Santos ha vinto un Campionato Paulista e una Coppa Libertadores, entrambi nel 2011. Nel 2017 approda all'Atletico Paranaense dove vince un Campionato Paranaense, una Coppa Sudamericana e una Coppa Suruga Bank. A livello personale ha vinto una Bola de Prata nel 2009 e un Prêmio Craque do Brasileirão, sempre nel 2009. Ha inoltre vinto per due volte il Troféu Tele Santa nel 2008 e nel 2009.

## Biografia
Possiede il passaporto italiano, grazie alle origini lucchesi della moglie Luana. Dal matrimonio è divenuto padre di una bambina.

## Caratteristiche tecniche
È un giocatore dal fisico brevilineo, maggiormente propenso all'azione di spinta che non di contrasto: tale caratteristica ne ha privilegiato l'impiego da esterno di centrocampo, piuttosto che nell'originaria posizione di laterale difensivo.

## Carriera

### Club

#### Esordi
Il debutto nel campionato carioca avviene con il Cruzeiro, dove realizza 6 reti in 104 incontri. Nel 2011 viene ceduto al Santos, disputando 20 gare e segnando 2 gol.

#### Inter e Parma
Nell'estate 2011 si trasferisce all'Inter, esordendo in Serie A l'11 settembre nella sconfitta sul campo del Palermo (4-3). Durante la sessione invernale di mercato passa in prestito al Parma, realizzando con i ducali il primo gol nel campionato italiano (in occasione della vittoria per 2-0 contro il Novara).

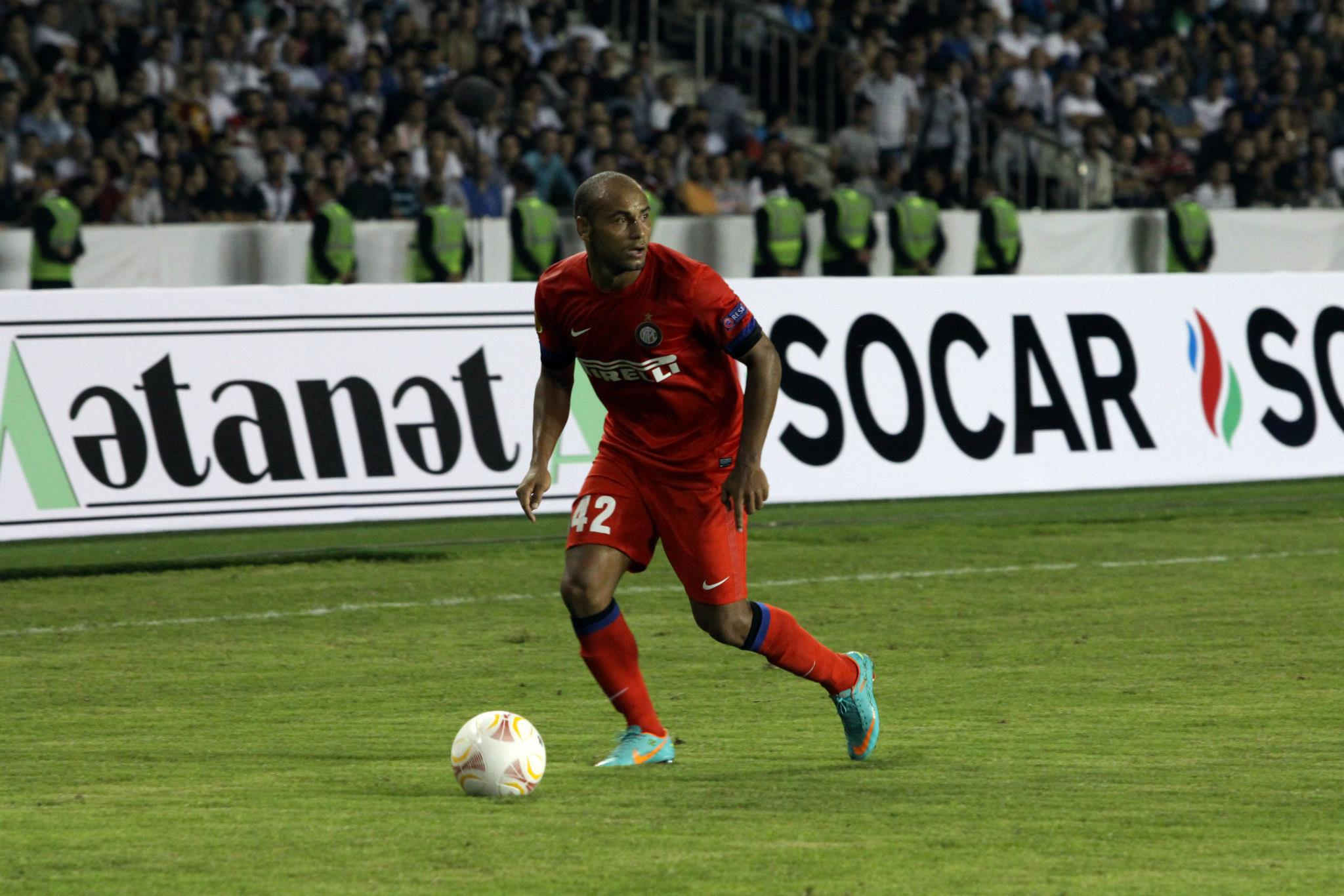
Jonathan in nerazzurro nella stagione 2012-13

Rientrato in nerazzurro, conosce un esiguo utilizzo con Andrea Stramaccioni in panchina. Maggior spazio gli viene concesso da Walter Mazzarri, che impiega il brasiliano come esterno di centrocampo nel suo 3-5-2. Nell'autunno 2014 contrae un'infiammazione al soleo, con l'operazione subìta nel febbraio 2015 che pone termine in anticipo alla sua stagione.

#### Ritorno in Brasile
Svincolatosi dalla società meneghina alla scadenza del contratto, nel settembre 2015 fa ritorno in patria firmando con il Fluminense. Con la squadra di Rio de Janeiro si aggiudica la Primeira Liga 2016.
Nel gennaio 2017 diviene un calciatore dell'Athletico Paranaense, con cui vince nel 2018 il campionato statale e la Coppa Sudamericana. e la Coppa del Brasile 2019.
Il 19 novembre 2021 annuncia ufficialmente il proprio ritiro dal calcio giocato.

### Nazionale
Vincitore del Mondiale Under-17 nel 2003 con la rappresentativa verdeoro, non è mai stato convocato nella selezione maggiore.
Il passaporto italiano ne rese possibile la chiamata in azzurro ai tempi della gestione di Cesare Prandelli, circostanza non avvenuta per l'opposizione dello stesso commissario tecnico.

## Statistiche

### Presenze e reti nei club
Statistiche aggiornate al 24 agosto 2021.
| Stagione                   | Squadra                    | Campionato                 | Campionato | Campionato | Coppe nazionali | Coppe nazionali | Coppe nazionali | Coppe continentali | Coppe continentali | Coppe continentali | Altre coppe | Altre coppe | Altre coppe | Totale | Totale |
| Stagione                   | Squadra                    | Comp                       | Pres       | Reti       | Comp            | Pres            | Reti            | Comp               | Pres               | Reti               | Comp        | Pres        | Reti        | Pres   | Reti   |
| -------------------------- | -------------------------- | -------------------------- | ---------- | ---------- | --------------- | --------------- | --------------- | ------------------ | ------------------ | ------------------ | ----------- | ----------- | ----------- | ------ | ------ |
| 2005                       | Cruzeiro                   | M1/MG+A                    | 19         | 0          | -               | -               | -               | -                  | -                  | -                  | -           | -           | -           | 19     | 0      |
| 2006                       | Cruzeiro                   | M1/MG+A                    | 14         | 0          | -               | -               | -               | -                  | -                  | -                  | -           | -           | -           | 14     | 0      |
| 2007                       | Cruzeiro                   | M1/MG+A                    | 19         | 1          | -               | -               | -               | -                  | -                  | -                  | -           | -           | -           | 19     | 1      |
| 2008                       | Cruzeiro                   | M1/MG+A                    | 25         | 2          | -               | -               | -               | CL+CS              | 5+1                | 0                  | -           | -           | -           | 31     | 2      |
| 2009                       | Cruzeiro                   | M1/MG+A                    | 27         | 3          | -               | -               | -               | CL                 | 14                 | 0                  | -           | -           | -           | 41     | 3      |
| 2010                       | Cruzeiro                   | M1/MG+A                    | 27         | 0          | -               | -               | -               | CL                 | 12                 | 1                  | -           | -           | -           | 39     | 1      |
| Totale Cruzeiro            | Totale Cruzeiro            | Totale Cruzeiro            | 131        | 6          |                 |                 |                 |                    | 32                 | 1                  |             |             |             | 163    | 7      |
| 2011                       | Santos                     | A1/SP                      | 13         | 1          | -               | -               | -               | CL                 | 7                  | 1                  | -           | -           | -           | 20     | 2      |
| 2011-gen. 2012             | Inter                      | A                          | 4          | 0          | CI              | 0               | 0               | UCL                | 2                  | 0                  | SI          | 0           | 0           | 6      | 0      |
| gen.-giu. 2012             | Parma                      | A                          | 12         | 1          | CI              | -               | -               | -                  | -                  | -                  | -           | -           | -           | 12     | 1      |
| 2012-2013                  | Inter                      | A                          | 8          | 0          | CI              | 3               | 1               | UEL                | 12                 | 0                  | -           | -           | -           | 23     | 1      |
| 2013-2014                  | Inter                      | A                          | 31         | 3          | CI              | 1               | 1               | -                  | -                  | -                  | -           | -           | -           | 32     | 4      |
| 2014-2015                  | Inter                      | A                          | 2          | 0          | CI              | 0               | 0               | UEL                | 3                  | 0                  | -           | -           | -           | 5      | 0      |
| Totale Inter               | Totale Inter               | Totale Inter               | 45         | 3          |                 | 4               | 2               |                    | 17                 | 0                  |             | 0           | 0           | 66     | 5      |
| 2015                       | Fluminense                 | A/RJ+A                     | 0+3        | 0          | CB              | 0               | 0               | -                  | -                  | -                  | -           | -           | -           | 3      | 0      |
| 2016                       | Fluminense                 | A/RJ+A                     | 8+11       | 0          | CB              | 3               | 0               | -                  | -                  | -                  | -           | -           | -           | 22     | 0      |
| Totale Fluminense          | Totale Fluminense          | Totale Fluminense          | 22         | 0          |                 | 3               | 0               |                    |                    |                    |             |             |             | 25     | 0      |
| 2017                       | Atlético Paranaense        | A1/PR+A                    | 4+29       | 0+2        | CB              | 1               | 0               | CL                 | 9                  | 0                  | -           | -           | -           | 43     | 2      |
| 2018                       | Atlético Paranaense        | A1/PR+A                    | 0+23       | 0+1        | CB              | 6               | 0               | CS                 | 10                 | 1                  |             | -           | -           | 39     | 2      |
| 2019                       | Atlético Paranaense        | A1/PR+A                    | 0+7        | 0+1        | CB              | 3               | 0               | CL                 | 7                  | 0                  | RS+CSB      | 2+1         | 0+0         | 20     | 1      |
| 2020                       | Atlético Paranaense        | A1/PR+A                    | 3+18       | 0+0        | CB              | 3               | 0               | CL                 | 4                  | 0                  | SB          | 0           | 0           | 28     | 0      |
| Totale Atlético Paranaense | Totale Atlético Paranaense | Totale Atlético Paranaense | 84         | 4          |                 | 13              | 0               |                    | 30                 | 1                  |             | 3           | 0           | 135    | 5      |
| Totale carriera            | Totale carriera            | Totale carriera            | 291        | 15         |                 | 20              | 2               |                    | 79                 | 3                  |             | 3           | 0           | 393    | 20     |

## Palmarès

### Club

#### Competizioni statali
- Campionato Mineiro: 3

Cruzeiro: 2006, 2008, 2009
- Campionato paulista: 1

Santos: 2011
- Campionato Paranaense: 2

Atlético Paranaense: 2018, 2019

#### Competizioni nazionali
- Coppa del Brasile: 1

Atlético Paranaense:2019

#### Competizioni internazionali
- Coppa Libertadores: 1

Santos: 2011
- Coppa Sudamericana: 1

Atlético Paranaense: 2018
- Coppa Suruga Bank: 1

Atlético Paranaense: 2019

### Nazionale
- Campionato mondiale Under-17: 1

2003

### Individuale
- Troféu Telê Santa: 2

2008, 2009
- Bola de Prata: 1

2009